# 芝河镇
芝河镇，是中华人民共和国山西省临汾市永和县下辖的一个乡镇级行政单位。

## 行政区划
芝河镇下辖以下地区：
康谐社区、莲花社区、城关村、药家湾村、东峪沟村、后桑壁村、官庄村、杜家庄村、榆林则村、刘家庄村、霍家沟村、下罢骨村、红花沟村、乐生村、前甘路河村、后甘路河村和长乐村。